# Auguste Marchant
Auguste Prosper Léon Marchant (* 23. Februar 1863 in Ben-Ahin bei Huy, Belgien; † 13. Juni 1923 in Etterbeek, Belgien) war ein belgischer Generalmajor und Oberbefehlshaber der Force Publique in Belgisch-Kongo.

## Biografie
Marchant war der Sohn des Arztes Auguste Marchant und der Florentine Bougnet. Er heiratete Fanny Goffin am 28. Januar 1893 in Lüttich.
Er trat im Alter von 14 Jahren in das 12. Linienregiment ein. Anschließend wurde er in die Königliche Militärakademie in Brüssel aufgenommen und verließ diese im Mai 1883 als Leutnant. Im September 1884 trat er in die Kavallerie ein. Anschließend wurde er in die Kriegsschule (französisch: École de guerre) aufgenommen und verließ diese im Dezember 1892 als Stabsassistent. Er wurde zum Adjutanten der Generäle Lunden und Théobald Burnell ernannt und dann als Major zum 4e Régiment de Lanciers kommandiert.
Im April 1911 wurde er nach Boma in Belgisch-Kongo versetzt und begab sich an Bord der Élisabethville als Staatsinspektor und Oberbefehlshaber der Force Publique in die Kolonie. Im Juli 1913 kehrte er nach Europa zurück, hielt sich im Juni 1914 aber wiederum im Kongo auf. Inzwischen wurde er zum Oberstleutnant befördert.
Während des Ersten Weltkriegs führte er eine Streitmacht von 18.000 Soldaten, zu der er 200.000 Zivilisten als Träger requirierte, zur Unterstützung der französischen und britischen Verbündeten in den Feldzug gegen die deutsche Kolonie Kamerun von August 1914 bis Februar 1916. Bis Oktober 1915 hatten belgische Truppen die deutschen Streitkräfte im Südwesten Kameruns vollständig zurückgedrängt. Als Belohnung wurde er im April 1915 zum Oberst befördert und für seine Verdienste um die Sache der Alliierten zum Offizier der Ehrenlegion ernannt. Auguste Marchant verließ Belgisch-Kongo endgültig im Januar 1916. Er wurde zum Dienst in der belgischen Metropolenarmee (französisch: l’armée métropolitaine belge) an der Yser-Front kommandiert und im Mai 1916 zum Kommandeur des 1. Regiments der Chasseurs à Cheval ernannt. Ab März 1917 litt er an akutem rheumatischem Fieber, das er sich im Schlamm Flanderns zugezogen hatte, und verbrachte lange Zeit im Krankenhaus. Im Dezember 1917 wurde er dann in den vorzeitigen Ruhestand versetzt.

## Auszeichnungen
Im Juli 1920 wurde er zum Generalmajor ehrenhalber befördert.
Er erhielt folgende Auszeichnungen:
- Kommandeur des belgischen Kronenordens (1924);
- Offizier des belgischen Leopoldordens;
- belgisches Kriegskreuz;
- belgisches Croix militaire, 1. Klasse.
- Offizier des belgischen Löwenordens
- Étoile de Service (1909);
- Médaille commémorative des campagnes d’Afrique 1914–1917
- Offizier der französischen Ehrenlegion